# Луб'янка (Білоцерківський район)
Луб'я́нка —  село в Рокитнянській селищній громаді Білоцерківського району Київської області України. Населення становить 288 осіб.
| Україна | Це незавершена стаття з географії України. Ви можете допомогти проєкту, виправивши або дописавши її. |